# Xerophaeus coruscus
Xerophaeus coruscus är en spindelart som först beskrevs av Ludwig Carl Christian Koch 1875.  Xerophaeus coruscus ingår i släktet Xerophaeus och familjen plattbuksspindlar. Utöver nominatformen finns också underarten X. c. kibonotensis.